# اولیور وایمن
اولیور وایمن (انگلیسی: Oliver Wyman) شرکت خدمات حرفه‌ای آمریکایی است، که در سال ۱۹۸۴ تأسیس شد.
شرکت اولیور وایمن یک شرکت مشاوره مدیریت آمریکایی است. این شرکت که در سال ۱۹۸۴ توسط شرکای سابق بوز آلن همیلتون، الکس الیور و بیل وایمن، در شهر نیویورک تأسیس شد، بیش از ۶۰ دفتر در اروپا، آمریکای شمالی، خاورمیانه و آسیا-اقیانوسیه دارد و بیش از ۵۰۰۰ متخصص را استخدام کرده است. این شرکت بخشی از گروه اولیور وایمن، واحد تجاری مارش مک‌لنان، است.